# Spoorlijn Lage - Hamelen
De spoorlijn Lage - Hamelen is een Duitse spoorlijn in Noordrijn-Westfalen en Nedersaksen en is als spoorlijn 2983 onder beheer van DB Netze.

## Geschiedenis
Het traject werd door de Preußische Staatseisenbahnen geopend tussen 1896 en 1897. Sinds 1985 is het gedeelte tussen Aerzen en Hamelen gesloten. In 1996 volgde ook het gedeelte tussen Barntrup en Aerzen. Thans vindt er doorgaand personenvervoer plaats vanaf Bielefeld tot Lemgo-Lüttfeld. Het gedeelte tussen Dörentrup en Barntrup is in gebruik als museumlijn. Ofschoon er plannen zijn om de treindienst vanuit Bielefeld door te trekken naar Barntrup zijn deze tot op heden (2022) nog niet gerealiseerd.

## Treindiensten
De Eurobahn verzorgt het personenvervoer op dit traject met RB treinen.
| Serie | Treinsoort              | Route                                         | Bijzonderheden   |
| ----- | ----------------------- | --------------------------------------------- | ---------------- |
| RB 73 | Regionalbahn (Eurobahn) | Bielefeld Hbf – Lage (Lippe) – Lemgo-Lüttfeld | Der Lipperländer |

## Aansluitingen
In de volgende plaatsen is of was er een aansluiting op de volgende spoorlijnen:
Lage (Lippe)
DB 2980, spoorlijn tussen Herford en Himmighausen
DB 2984, spoorlijn tussen Lage en Bielefeld
Barntrup
DB 9176, spoorlijn tussen Barntrup en Rinteln
Hamelen
DB 1760, spoorlijn tussen Hannover en Soest
DB 1820, spoorlijn tussen Elze en Löhne